# Anton Naum
Anton Naum (Iaşi, 1829-Iaşi, 1917) fue un profesor, escritor, traductor y publicista rumano.

## Biografía
Nacido en la primera mitad del siglo XIX realizó sus estudios elementales, se graduó en la escuela secundaria y aprobó los cursos de la Facultad de Letras de la Universidad de París. Al regresar a Rumania, se dedicó a la enseñanza y fue profesor, inspector escolar y provisional de la escuela secundaria central de Iași. Fue miembro de la Academia Rumana desde 1894 y publicó obras como Traduceri (1875), Aegri somnia (1876), Versuri (1890) y Cuveni de primire la Academie (1894). Trabajó como profesor de francés en la escuela normal superior de Iași. Falleció el 27 de agosto de 1917 en Iaşi.